# Sulawesiwaterhoen
Het Sulawesiwaterhoen (Amaurornis isabellina) is een vogel uit de familie van de rallen (Rallidae).

## Verspreiding en leefgebied
Deze soort is endemisch op het Indonesische eiland Sulawesi.